# Tone (incrociatore 1937)
Il Tone (in Kanji: 利根 重巡洋艦, Tone jūjun'yōkan) fu un incrociatore pesante della marina imperiale giapponese, prima unità dell'omonima classe. Entrato in servizio nel novembre del 1937, fu intensamente impiegato nel corso della seconda guerra mondiale, operando sul fronte del Pacifico; l'incrociatore fu infine affondato il 24 luglio 1945 nel porto di Kure, in Giappone, nel corso di violenti attacchi aerei americani.

## Progetto
Come l'altra nave della sua classe, il Chikuma, era concepito per portare sei idrovolanti da ricognizione, in quanto i gruppi aerei imbarcati delle portaerei nipponiche non prevedevano aeroplani da ricognizione ma solo da combattimento; pertanto questa funzione veniva assolta dagli idrovolanti degli incrociatori e delle corazzate. Il suo armamento era pertanto posizionato in quattro torri binate poste tutte avanti alla sovrastruttura principale, due delle quali potevano sparare in avanti mentre le altre due soltanto di bordata.

## Storia
Impostato nei cantieri navali Mitsubishi di Nagasaki il 1º dicembre 1934, l'incrociatore venne varato il 21 novembre 1937 con il nome di Tone, in onore dell'omonimo fiume della regione del Kantō; era la seconda unità navale giapponese a portare questo nome, dopo l'omonimo incrociatore protetto varato nel 1907 e dismesso nel 1931. La nave entrò in servizio il 20 novembre 1938, venendo poi inquadrata con il gemello Chikuma nell'8º Squadrone Incrociatori, assegnato alla scorta della squadra di portaerei della flotta giapponese.
Nel dicembre del 1941 l'8º Squadrone fu impiegato, sempre come scorta alle portaerei giapponesi, nell'ambito dell'operazione contro Pearl Harbor; alle 5:30 del 7 dicembre il Tone catapultò un idrovolante Aichi E13A per compiere una ricognizione su Lahaina, un ancoraggio secondario della flotta americana dove tuttavia non furono rilevate unità nemiche, concentrate ad Oahu. Completata l'azione alle Hawaii, il 16 dicembre il Tone fu distaccato per assistere le forze giapponesi assegnate all'occupazione dell'isola di Wake, prima di rientrare in patria per la fine del mese.
A partire dal 14 gennaio 1942 il Tone fu assegnato alla base di Truk, venendo impiegato per lo più come scorta alle squadre di portaerei giapponesi sempre in coppia con il gemello Chikuma: dopo aver coperto gli sbarchi giapponesi a Rabaul ed a Lae, il 24 gennaio gli idrovolanti dell'incrociatore bombardarono postazioni nemiche nelle Isole dell'Ammiragliato. Il 1º febbraio il Tone prese il mare insieme al resto della flotta giapponese nel fallito tentativo di agganciare le portaerei americane protagoniste di un raid sull'atollo di Kwajalein, mentre il 19 febbraio l'incrociatore prese parte al bombardamento di Darwin, durante il quale uno dei suoi idrovolanti abbatté un PBY Catalina dell'aeronautica militare australiana. A partire dal 25 febbraio l'8º Squadrone fu inviato in appoggio alle unità giapponesi impegnate nella campagna delle Indie orientali olandesi: il 1º marzo il Tone contribuì con altre navi giapponesi all'affondamento del cacciatorpediniere americano USS Edsall al largo dell'Isola del Natale, mentre il 5 marzo i suoi idrovolanti presero parte agli attacchi aerei contro Tjilatjap.
Completato il ciclo di operazioni nelle Indie Olandesi, a partire dal 5 aprile 1942 il Tone prese parte all'incursione giapponese nell'Oceano Indiano, per poi rientrare in patria a metà del mese. A fine maggio l'incrociatore fu assegnato all'operazione giapponese contro le isole Midway, sfociata poi in una grande battaglia aeronavale tra il 4 ed il 6 giugno 1942: uno degli aerei del Tone fu il primo dei ricognitori giapponesi ad individuare la flotta americana, mentre l'incrociatore stesso provvide al fuoco contraereo per difendere le portaerei nipponiche dagli assalti del nemico. Dopo la sconfitta giapponese nella battaglia, il Tone ed il Chikuma furono inviati in appoggio alle truppe giapponesi impegnate nelle operazioni contro le isole Aleutine prima di rientrare in patria il 24 giugno.
Alla fine di agosto l'incrociatore fu inviato nelle isole Salomone per prendere parte alle operazioni della campagna di Guadalcanal: il 24 agosto prese parte alla battaglia delle Salomone Orientali (durante la quale sfuggì all'attacco di due aerosiluranti Grumman TBF Avenger), mentre il 26 ottobre seguente partecipò alla battaglia delle isole Santa Cruz. Il Tone continuò con le missioni di pattugliamento nella zona di Guadalcanal e Truk fino alla metà di febbraio del 1943, quando ricevette l'ordine di rientrare in patria: durante lavori di riparazione a Maizuru, l'armamento contraereo fu rinforzato e fu aggiunta un'apparecchiatura radar Tipo 21; la nave tornò in servizio nel febbraio del 1943, venendo di nuovo inviata a Truk dove funse da nave scorta per le unità giapponesi presenti in zona ed ai pattugliamenti navali nell'ambito della campagna delle isole Marshall, sfuggendo spesso ad attacchi aerei o di sommergibili americani.

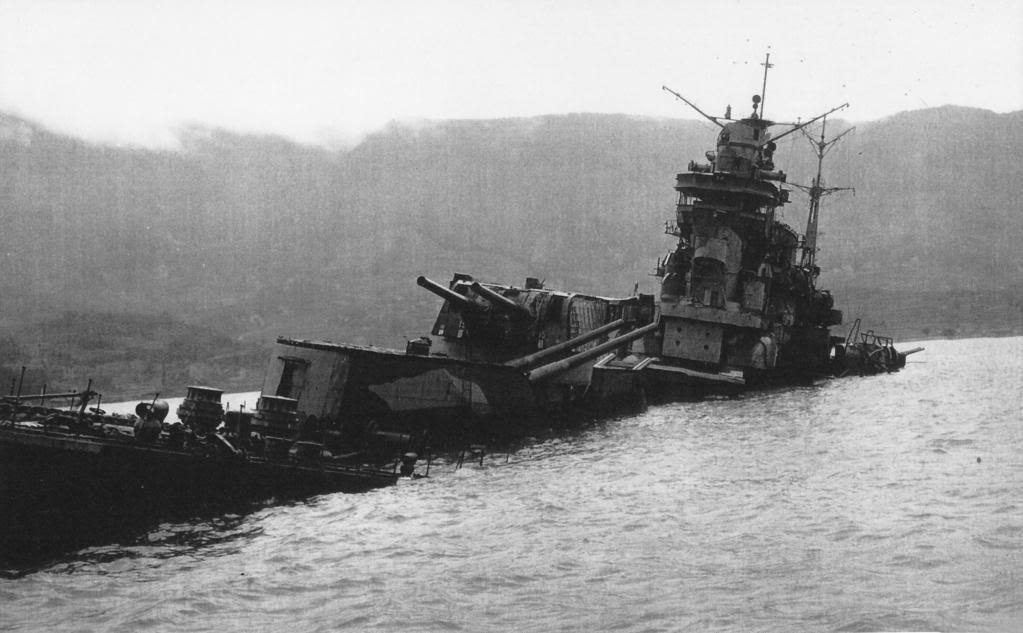
Il Tone affondato nei pressi di Kure

Dopo aver partecipato all'evacuazione delle forze giapponesi da Truk nel febbraio del 1944, il Tone fu assegnato insieme al Chikuma al 7º Squadrone incrociatori: trasferito nella base di Singapore, prese parte ad un secondo raid contro il traffico mercantile nell'Oceano Indiano (durante il quale affondò il mercantile britannico SS Behar), per poi partecipare alla battaglia del Mare delle Filippine tra il 19 ed il 20 giugno 1944; rientrato a Kure, il suo armamaento contraereo fu ulteriormente potenziato prima di essere inviato di nuovo a Singapore. Il 23 ottobre 1944 l'incrociatore salpò con il resto della flotta giapponese nell'ambito di un vasto piano d'attacco contro le navi americane impegnate davanti Leyte, nelle Filippine; dopo aver riportato lievi danni in un attacco aereo nemico, il 25 ottobre il Tone affrontò con il resto della sua squadra una formazione di portaerei di scorta americane al largo di Samar: l'incrociatore ingaggiò il cacciatorpediniere USS Heermann, ma divenne obiettivo di un vasto attacco aereo statunitense e dovette ritirarsi senza però subire danni.
Il 6 novembre il Tone lasciò il Brunei rientrando in Giappone via Manila: di nuovo di base a Kure, il suo armamento contraereo fu ulteriormente potenziato e gli apparati radar migliorati, ma l'incrociatore fu destinato principalmente a compiti di nave-scuola. Il 24 luglio 1945 una squadra di portaerei americane lanciò un massiccio attacco sulla base di Kure, dove erano concentrati i resti della flotta giapponese: colpito da tre bombe lanciate da aerei della USS Monterey, il Tone affondò in acque basse; con parte delle sovrastrutture ancora fuori dall'acqua, il relitto dell'incrociatore fu attaccato nuovamente dagli aerei americani il 28 luglio, subendo ulteriori danni. Lo scafo fu infine recuperato e demolito tra il 1947 ed il 1948.